# ベガルタ仙台泉パークタウンサッカー場
ベガルタ仙台泉パークタウンサッカー場（ベガルタせんだいいずみパークタウンサッカーじょう）は、宮城県仙台市泉区の泉パークタウンにあるベガルタ仙台所有のサッカーグラウンド。2018年（平成30年）より「マイナビベガルタ仙台泉パークタウンサッカー場」の呼称を用いているが、これは東京都に本社を置くマイナビが命名権を取得した為である。

## 概要
1997年に専用練習施設 (練習グラウンド・クラブハウス) が完成し、ベガルタ仙台トップチームの練習場として利用開始。初めは天然芝の練習場であったが、2002年に泉サッカー場に移転した事に伴い使用率が減り、アカデミー生が主に使用する事になる。
2005年から2006年にかけた張り替え工事で、完全に人工芝のサッカー場となった。
2012年にベガルタ仙台レディースが発足して女子チームも使用を始める。
2021年にロングパイル人工芝に張り替えられた。

## 施設
- 所在地：仙台市泉区明通1-1-2
- クラブハウス 2棟
- 人工芝サッカーフィールド（10,778.6㎡)（68ｍ×105ｍコート1面、50ｍ×70mコート2面）
  - 照明設備
  - キックボード
- 自動販売機
- 駐車場

## 利用
下記チームの練習等に使われるが、アカデミーはプリンスリーグ、東北女子サッカーリーグ等の公式戦で使用する事もある。2023年5月現在では練習の一般公開はしていない。
- マイナビ仙台レディース
- ベガルタ仙台アカデミー
- マイナビ仙台レディースアカデミー
- ベガルタ仙台サッカースクール 泉パークタウン校

## 交通
- バスは泉中央駅3,6番バス乗り場から乗車20分、宮城県図書館前下車すぐ (バスの発車本数は要確認)
  - 桂･高森経由
  - 寺岡・紫山泉アウトレット経由
  - 将監殿宮城大学経由
- タクシーは泉中央駅から14分程度 (6km)

## ギャラリー

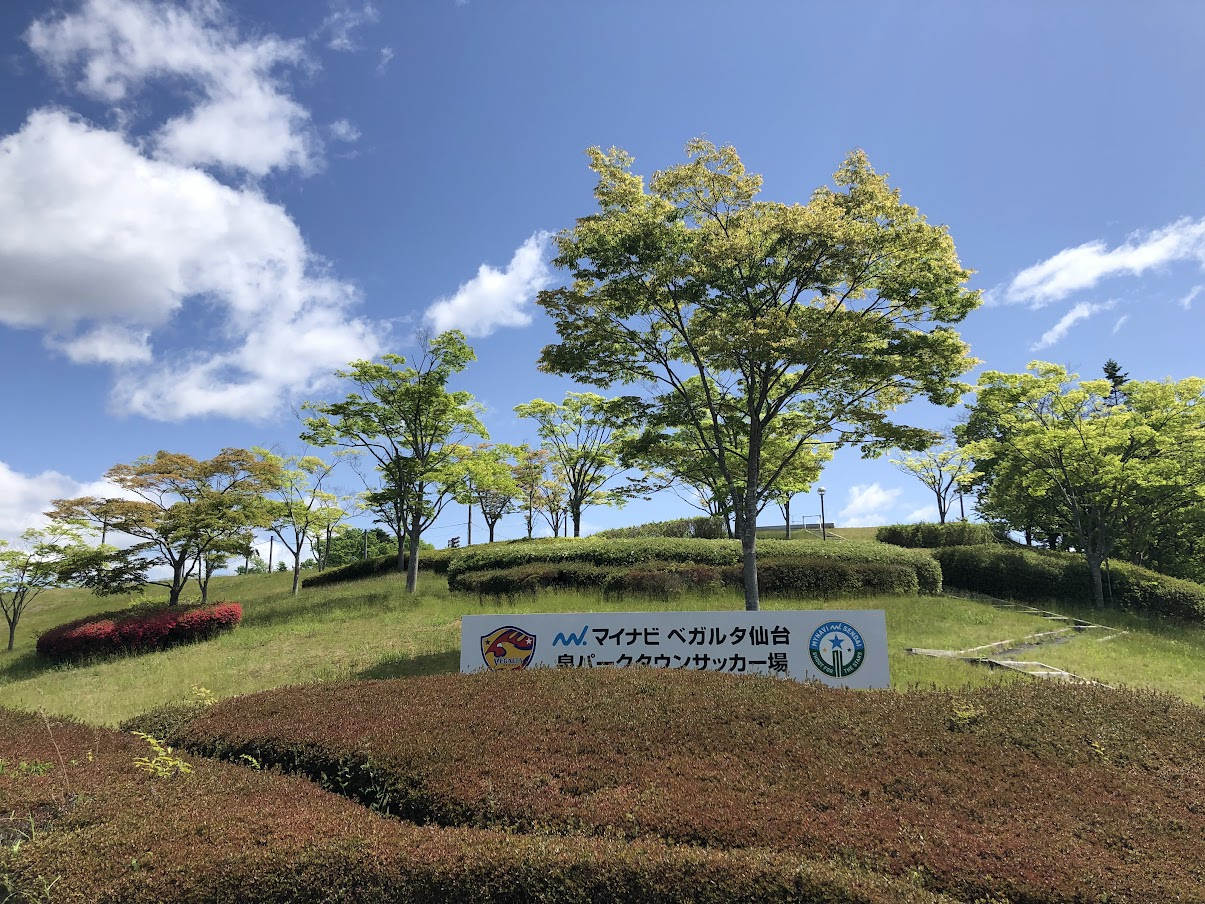
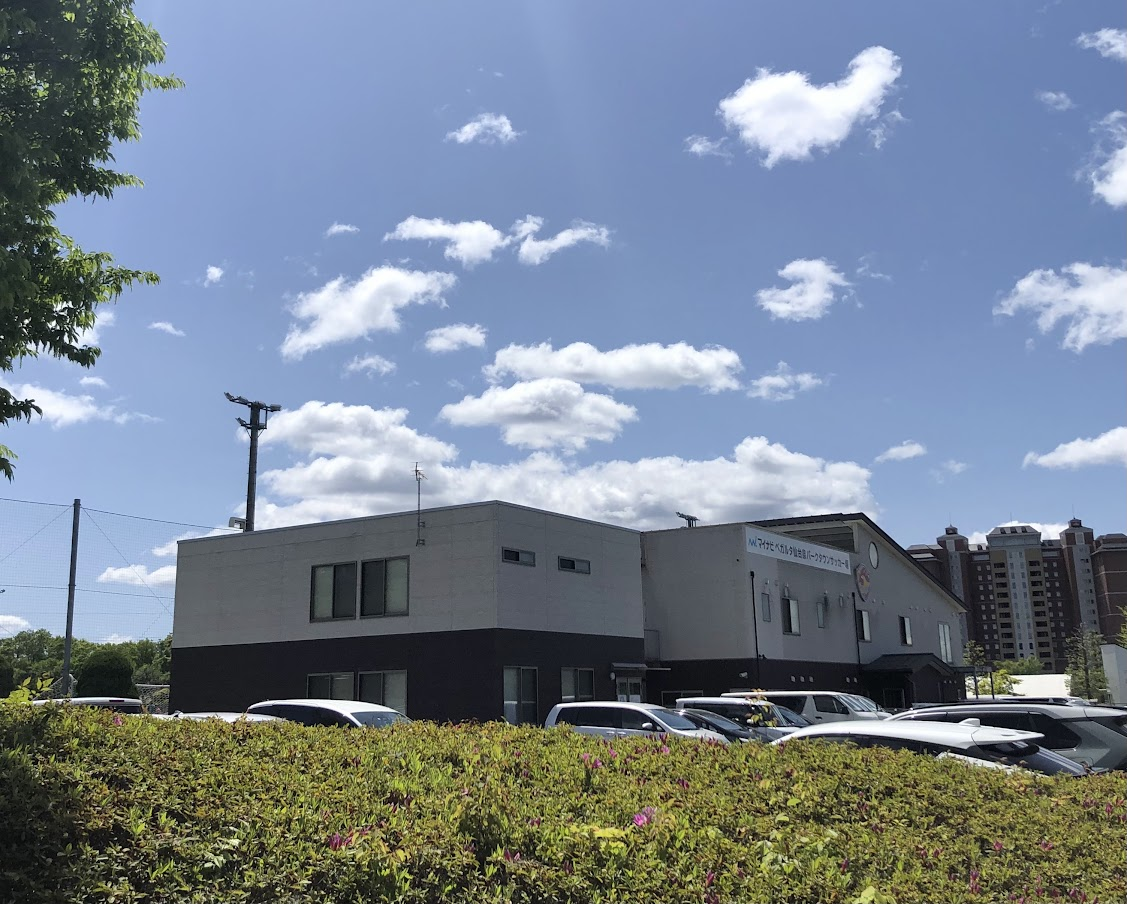

## 周辺
- 宮城県図書館
- 仙台泉プレミアム・アウトレット
- 仙台ロイヤルパークホテル